# Jazon i Argonauci (film 2000)
Jazon i Argonauci (ang. Jason and the Argonauts) – amerykański film przygodowy z 1999 roku w reżyserii Nicka Willinga, wyprodukowany przez Hallmark Channel, będący adaptacją mitu o wyprawie Argonautów po złote runo.

## Fabuła
Film jest ekranizacją starożytnego greckiego mitu. Pelias (Dennis Hopper) morduje swego brata, króla Ajzona. Trzyletni wówczas syn monarchy – Jazon (Jason London) – zostaje wywieziony z miasta i ukryty przed zabójcą. Po dwudziestu latach książę powraca, by odzyskać należny mu tron. Na wieść o tym, Pelias skazuje go na śmierć. Wówczas Jazon proponuje mu, że w zamian za ocalenie życia gotów jest zdobyć dla niego złote runo. Jeśli uda mu się tego dokonać, zdobędzie władzę nad miastem. Wkrótce wyrusza w tę niebezpieczną podróż. Zeus postanawia udaremnić wysiłki Jazona i uniemożliwić mu zdobycie złotego runa. Mimo wrogości ze strony bogów, może on jednak liczyć na wsparcie swych przyjaciół i popleczników. To dzięki nim udaje mu się zdobyć właściwą mapę, pokonać morskie potwory, żarłoczne harpie i uniknąć śmierci wśród ruchomych skał. W rezultacie Jazon przywozi Peliasowi złote runo. Mimo to, uzurpator nakazuje go zabić. 

## Obsada
Źródło: Filmweb
- Jason London – Jazon
- Jolene Blalock – Medea
- Adrian Lester – Orfeusz
- Brian Thompson – Herkules
- Natasha Henstridge – Hypsipile
- Angus Macfadyen – Zeus
- Olivia Williams – Hera
- Frank Langella – Aertes
- Dennis Hopper – Pelias
- David Calder – Argos
- Olga Sosnovska – Atalanta
- Kieran O’Brien – aktor
- John Bennett – Idas
- Rhys Miles Tomas – Zetes
- Mark Lewis Jones – Mopsus